# Repdigit
Een repdigit (afkorting van repeated digit) in een bepaald positiestelsel is de Engelse benaming voor een natuurlijk getal waarvan de voorstelling in dat positiestelsel alleen uit identieke cijfers (of andere symbolen voor de weergave) bestaat. Voornamelijk betreft het  decimale getallen bestaande uit identieke cijfers. Wiskundig gezien hebben deze getallen geen algemene of bijzondere eigenschappen, en de repdigits worden dan ook voornamelijk gebruikt in de zogenaamde recreatieve wiskunde, zoals in puzzels, logigrammen e.d. 
In het tientallig stelsel zijn voorbeelden van repdigits 11, 222, 7777 en 9999999. Een van de bekendste is het getal 666.

In de Duitse omgangstaal wordt de term “Schnapszahl” gebruikt voor herhalingscijfers.
De naam is afgeleid van spellen met meerdere deelnemers waarbij de cursus zich manifesteert als resultaat van een gelogde toevoeging. Als de totaalscore van een van de spelers een schnapsgetal bereikt, kunnen er voor de andere spelers gratis drankjes - bijvoorbeeld een snaps - verschuldigd zijn, afhankelijk van de bestaande spelregels of mondelinge afspraken.
Een andere interpretatie verwijst naar het feit dat dubbelzien kan optreden na overmatig alcoholgebruik, waardoor een 2 een 22 wordt of een 33 een 333 of een 3333.